# 아우라 (아나운서와 우리가 함께 하는 라디오)
아우라 (아나운서와 우리가 함께 하는 라디오)는 대한민국의 방송국인 한국방송공사의 라디오 채널 KBS 해피FM에서 밤 12시부터 새벽 2시까지 오언종 아나운서와, 도경완 아나운서가 진행하는 심야음악전문 라디오 프로그램이다. 주로 1990년대부터 2010년대까지의 대중가요와 1980년대부터 2000년대의 추억의 팝음악을 함께 들려준다. 모바일 애플리케이션 콩, MY K로 청취 가능하다. 2016년 4월 24일 자로 1년만에 폐지되었다.

## 진행자
- 오언종, 도경완

## 매일 코너
- 오늘의 찰칵!
- 깨워줘요
- 재워줘요

## 요일별 코너
- 월요일 : 반성의 시간
- 화요일 : 내 인생의 트로트
- 수요일 : 육아의 신
- 목요일 : 야근매점
- 금요일 : 무비 골라쥬
- 토요일 일요일 : 솔로비행